# عين المدينة
عين المدينة مجلة نصف شهرية سياسية اجتماعية مستقلة.
تعنى بشؤون الداخل السوري، تحاول التركيز على الأنشطة والأعمال والمشاكل التي يواجهها المواطن السوري، وترصد النجاحات التي حققها السوريون في إدارة مناطقهم المحررة. كذلك تسليط الضوء على الأنشطة التطوعية للمجموعات والأفراد.
عين المدينة ثمرة من ثمار الحرية وخطوة نحو إعلام حر وحضاري  ومستقل، بدأت من محافظة دير الزور وانتشرت إلى محافظات أخرى وتسعى إلى أن تكون مجلة وطنية وعلى كامل التراب السوري في مدنه وبلداته وقراه المختلفة.
تحاول عين المدينة التأثير في الراي العام لصالح القيم البناءة والإيجابية خدمةً للمجتمع. وتؤمن عين المدينة بحرية الرأي والرأي الآخر لكل السوريين.
l موقع مجلة عين المدينة على الإنترنت